# Henghel Gualdi
Henghel Gualdi (San Martino in Rio, 4 luglio 1924 – Bologna, 16 giugno 2005) è stato un clarinettista, sassofonista, compositore e bandleader italiano Da molti è ritenuto il miglior clarinettista jazz italiano di tutti i tempi.

## Biografia
Henghel nasce a San Martino in Rio, cittadina nella bassa reggiana. La musica è stata subito la sua passione: già all'età di 10 anni suonava nella banda correggese "Bonifazio Asioli". Si iscrive al Conservatorio Achille Peri di Reggio Emilia, sotto la guida del maestro Augusto Battaglia, fino al conseguimento del diploma di compimento inferiore in clarinetto. Nel frattempo ha suonato anche in altre bande musicali della zona, assieme al padre Roberto (trombonista, morto prematuramente nel 1947). Durante la seconda guerra mondiale, il suo fascino per le big band americane, lo fa avvicinare alla musica jazz e all'improvvisazione, utilizzando come modello le grandi orchestre di Glenn Miller e Tommy Dorsey.
Nel 1944, durante la leva obbligatoria, suona nella banda militare accanto a Paolo Borciani (violinista del Quartetto italiano) e a Giuseppe Guastalla, maestro del coro della Scala di Milano.
Finita la guerra, dopo la morte del padre, per potere mandare avanti la sua numerosa famiglia (tre sorelle, un fratello e la madre), è costretto a reinventarsi suonatore di liscio, girando le più importanti balere della regione.
Nel 1948 entra nel complesso di Ruggero Oppi al posto del precedente clarinettista Aldo Trentini.; con Oppi partecipa all'incisione di alcuni dischi di artisti della Compagnia Generale del Disco, come Jula de Palma e Teddy Reno (tra cui, di quest'ultimo, Begin the Beguine/Stormy Weather, in cui lavora con Lelio Luttazzi).
In questi anni la sua fama si allarga a livello nazionale: la sua popolarità oltrepassa l'Italia e lo porta a collaborare con musicisti di fama mondiale come Bill Coleman, Chet Baker, Count Basie, Gerry Mulligan, Paquito D'Rivera, Sidney Bechet, Albert Nicholas, e a suonare assieme a degli autentici "mostri sacri" dell jazz americano, quali Louis Armstrong, Lionel Hampton, Teddy Wilson, Joe Venuti, girando con varie formazioni musicali tutta Europa.
Proposte arrivano anche dagli Stati Uniti, ma Gualdi ha paura dell'aereo (solo Pavarotti, nel 1989, riesce a convincerlo a prenderne uno per seguirlo nella sua tournée americana).
Nel 1952 è con Paolo Zavallone, nel cui complesso cantava Luciana Sasdelli, che porterà all'altare l'8 ottobre 1955. Dopo il matrimonio sposta la sua residenza a Bologna.

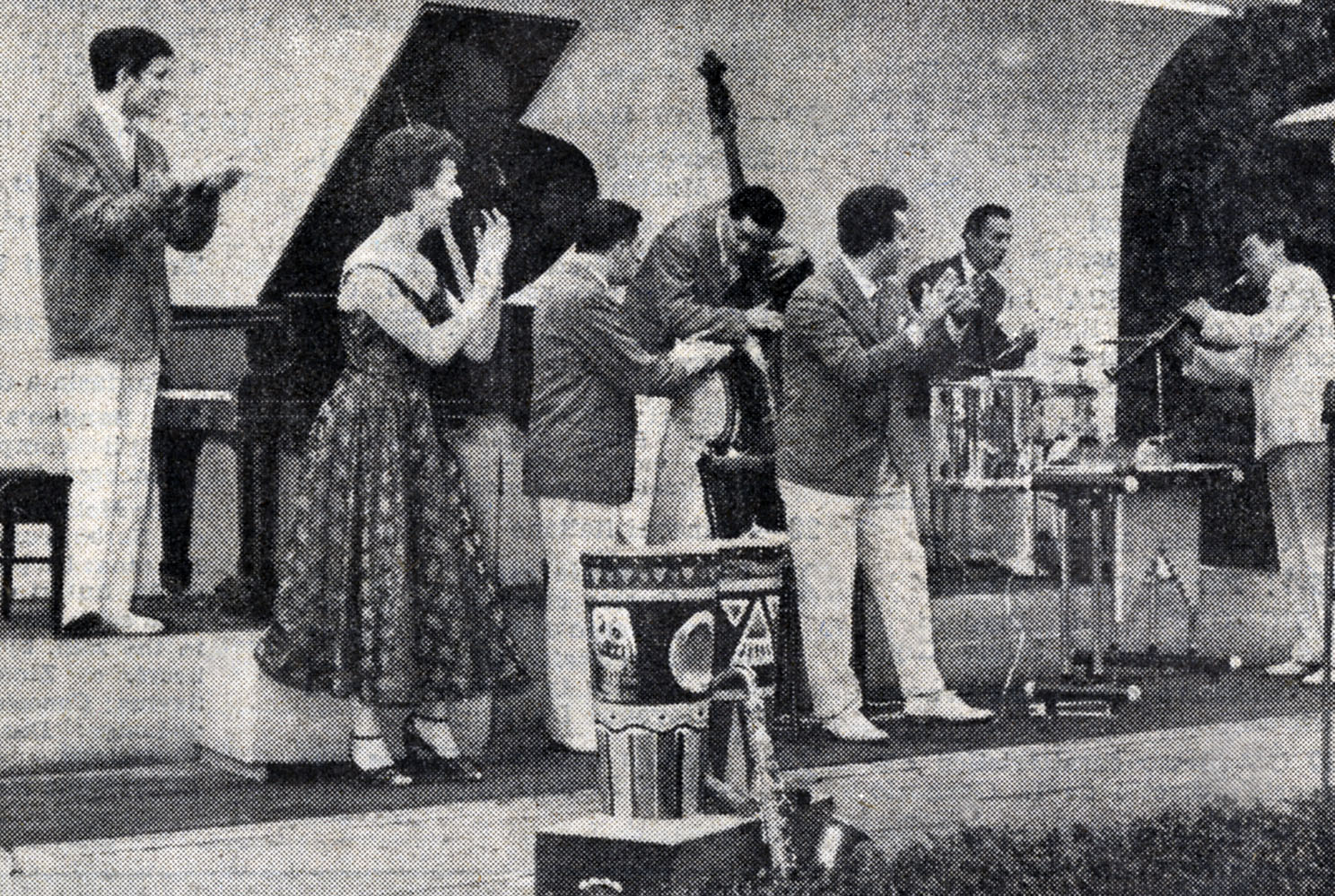
Henghel Gualdi con il suo complesso al "Settimo cielo" di Bologna nel 1953

Negli anni Cinquanta la sua orchestra è una delle più seguite alla radio e nel 1954 vince il concorso radiofonico "Bacchetta d'oro Pezziol" organizzato dalla Rai, presentato da Nunzio Filogamo, davanti alle orchestre di Peppino Principe ed Happy Boys di Nino Donzelli, la prima orchestra di Mina.
Al concorso partecipavano le più importanti orchestre italiane di allora come Fred Buscaglione, Giovanni Fenati, Renato Carosone, Bruno Canfora e numerosi altri.
Nel 1957 vince il premio "Benny Goodman italiano", superando in finale Glauco Masetti, Leonardo Principe e Euclide Zoffoli, considerati i talenti più importanti del panorama jazzistico italiano di quei tempi.
Stardust, Estrelita, Saint Louis Blues erano i suoi cavalli di battaglia.
La sua fama è ormai diffusa, tanto che Tito lo chiama ad inaugurare lo stadio di Belgrado.
Nel 1962 esordisce alla direzione dello Zecchino d'Oro al teatro Antoniano, e viene confermato anche per l'anno successivo, quando la manifestazione si sposta nel neonato studio televisivo.
Pochi anni più tardi, 1968 il grande trombettista e cantante Louis Armstrong vuole essere accompagnato dalla sua band durante la sua esibizione al Festival di Sanremo. Esattamente l'anno prima, nell'estate del 1967 partecipa alla trasmissione televisiva "Lei non si preoccupi" condotta in prima serata su Rai 1 da Enrico Simonetti e da Isabella Biagini riscuotendo un grande successo e dimostrando ancora una volta il suo valore di straordinario musicista.
La sua attività concertistica continua costantemente. Sono da ricordare il concerto al Memorial clarinet di Riccione nel 1982 con Pupi Avati e Gianni Sanjust.
Nel 1985 scrive insieme a Giuseppe Codeluppi, allora direttore della scuola di musica CEPAM di Reggio Emilia nella quale Henghel Gualdi insegnava clarinetto jazz, quello che rimarrà il suo unico metodo sull'improvvisazione jazzistica pubblicato dalla casa editrice Ricordi.
A Rimini nel 1994 suona alla presenza di George Bush e Michail Gorbačëv.
Negli ultimi anni si ritroverà spesso a Cattolica ad insegnare ai ragazzi l'amore per la musica jazz.
Il suo ultimo brano, scritto con Dante Torricelli, si intitola "Frizzantino" ed è dedicato alla Bourbon Street Dixie Band di Cremona con la quale aveva suonato poco tempo prima. Beppe Corbari lo riarrangia e lo inserisce poi nel cd "When the Saints ..." come "Henghel for Bourbon" in suo onore.
Henghel Gualdi muore il 16 giugno 2005 per un infarto nella sua casa di Bologna, tre settimane dopo la sua ultima apparizione in un concerto. Sarà sepolto due giorni più tardi nel cimitero di San Martino in Rio così come aveva desiderato espressamente.

## Riconoscimenti
Il comune di San Martino in Rio lo ha insignito della cittadinanza onoraria nel 1984.
Il 4 luglio 1999, giorno del suo 75º compleanno, Gualdi si è esibito in un concerto gratuito in piazza Martiri.
Il 7 gennaio 2005 Gualdi ha ricevuto la bandiera tricolore, perché annoverato tra i personaggi illustri della città di Reggio Emilia.

## Programmi radiofonici Rai
- La bacchetta d'oro, programma con l'orchestra di Henghel Gualdi, presentato da Nunzio Filogamo, dal Settimo cielo di Bologna 8 dicembre 1953.

## Discografia
Ha scritto oltre 1000 brani musicali, inciso 20 album discografici e 5 colonne sonore di film per il regista Pupi Avati.
Sua è la sigla di chiusura, negli anni novanta, della trasmissione televisiva calcistica 90º minuto. Il brano è intitolato "Jazz Band".

### Album
- 1954-1955: Ballate (CGD)
- 1956-1957: Henghel Gualdi (CGD)
- 1967: Special Service Record (Gruppo Editoriale Southern)
- 1971: I Miei cavalli di Battaglia Henghel Gualdi e la sua Orchestra (Hg record)
- 1972-1973: Henghel Gualdi In Romagna
- 1974: Henghel Gualdi e la sua Orchestra (Hg record)
- 1975: Superliscio (Hg Record)
- 1976: Sensational (Fonit Cetra, LPP 309)
- 1976: Una serata con Henghel Gualdi e i Vocalmen Vol. 1 (Fonit Cetra, LPP 310; con i Vocalmen)
- 1976: Una serata con te Henghel Gualdi e la sua Orchestra (Record Bazar)
- 1976: Jazz From Italy Now Henghel Gualdi (Carosello)
- 1976: I Cavalli Di Battaglia Henghel Gualdi Vol 1 (Cetra Records)
- 1976: I Cavalli Di Battaglia Henghel (103 Centotre)
- 1977: Fantasie Henghel Gualdi I Cavalli di Battaglia Vol. 2 (Cetra)
- 1977: Henghel Gualdi Softly Passeggiando Per Brooklyn (Cetra)
- 1977: Il meglio del jazz From Italy (Carosello)
- 1978: Henghel Gualdi Dedicato a Benny Goodman (103 Centotre)
- 1978: Festival Bar '78 (CGD)
- 1978: Henghel Gualdi - Le Strelle Nel Fosso (103 Centotre)
- 1978: Henghel Gualdi I Cavalli di battaglia (103 Centotre)
- 1979: I Cavalli Di Battaglia Henghel Gualdi Vol 1 (103 Centotre)
- 1979: Cinema!!! Henghel Gualdi Neige (103 Centotre)
- 1979: Telemusic 20 Successi 20 (K-tel)
- 1979: Una serata con te Henghel Gualdi (103 Centotre)
- 1981: Henghel Gualdi E La Sua Big Band "Contrasti" (103 Centotre)
- 1981: Dancing Paradise (103 Centotre)
- 1982: Just Thirsty Years! (103 Centotre)
- 1983: Henghel Gualdi e i Ragazzi della Domenica (Tower)
- 1984: Henghel Gualdi e la Blu Music Dedicato a Duke Ellington (103 Centotre)
- 1984: Anonimo Veneziano (Polydor)
- 1984: Jazzin' Together Again (T2 Bologna Records)
- 1985: Henghel Gualdi e la sua Big Band Night and Day (Orizzonte)
- 1985: Henghel Gualdi "in concerto" (Bravo Records)
- 1987: Henghel Gualdi Favoloso Gualdi (Joker)
- 1987: A nice Summer (T2 Bologna Records)
- 1987: The best of Dr. Dixie Jazz Band
- 1988 The Band & The Friends Doctor Dixie Jazz Band (Phoenix)
- 1989: Mike Francis Dream Of a Lifetime (Dum Dum Records)
- 1989: Henghel Gualdi Nel Cuore Della Musica (Fonit Cetra)
- 1987: Henghel Gualdi Favoloso Gualdi (Joker)
- 1985: Henghel Gualdi "in concerto" (Bravo Records)
- 1992: Doctor in concert (Mizar Record)
- 1993: Solfrini al Roxy Bar (Virgin)
- 1995: Henghel Gualdi e Andrea Griminelli Togheter in Concert (S.M.C.)
- 1995: The Golden Concert (Mizar Record)
- 1996: Henghel Gualdi Cavalli Di Battaglia (Duck Gold)
- 1996: Dedicate To... Benny Goodman e Duke Ellington (Duck Gold)
- 1990: Henghel Gualdi Mundial (Twins record)
- 1994: Tempo Jazz (Right Tempo Records)
- 1997: The 45th years Vol. 1 (103 centotre)
- 1997: The 45th years Vol. 2 (103 centotre)
- 1997: Tutti in pista... Henghel Gualdi e la sua Orchestra (103 Centotre)
- 1998: Concerto di natale (103 Centotre)
- 2002: Fifty years of jazz 1952-2002 (103 Centotre)
- 2005: In a Mellow mood (ZYX Music)
- 2011: Dall'America... a Pupi Avati (Edel)
- America (Mizar Record)
- Henghel Gualdi Jazz Band & Fantasie
- The top hits
- Henghel Gualdi e la sua orchestra "Tutti in pista" (103 Centotre)
- Henghel Gualdi Cinema Dedicato a Pupi Avati
- Woody (T2 Bologna records)
- Un clarinetto per il mondo - Dita Vertiginose (selezione readigest)
- Melodie Senza Fine (Emiliana Records)
- Musica Da Ballo (Filco)
- Vento d'autunno Orietta Delli e la sua orchestra (quattro note)
- Amore e musica n. 5 Ruggero Passarini (EFG)

### Singoli
Dischi a 45 giri
- 1958: Invito alla danza volume secondo (CGD)
- 1960: Oh Lilly - Marina (Jugoton)
- 1975: Amedeo Tommasi La Mazurka Del Barone Della Santa e del Fico Fiorone (Beat)
- 1978: Jazz Band (103 Centotre)
- 1950: Rock In italy (Carosello)
- 1965: Henghel Gualdi "Un Clarino e un po' di musica - To' chi si vede" (Milano Record Company)
- 1965: Henghel Gualdi "Piaccio - Però" (Milano record Company
- 1973: La Bassora Passeggiando Per Brooklin (Hg Record)
- 1978: Jerry Mantron Imperator - Henghel Gualdi Sweet Time (103 Centotre)
- Bimbi in pigiama - La giacca rotta (antoniano)
- Henghel Gualdi Reporter Bella Bimba Incantesimo (Demara)
- Henghel Gualdi e il suo complesso (Republic)
- Mustapaha (Jugoton)
- Arcobaleno - Morettina (Emiliana Records edizione Juke Box)
- Henghel Gualdi e la cooperativa musicale folk (suonimmagine)

Dischi a 78 Giri
- 1948: Night and Day - ... (Durium)
- 1949: Beguine the Beguine - Stormy Weather (CGD)
- 1953: Volevo Dir Di No - Conosco un Cow-Boy (CGD)
- 1953: Il Cappello Di Paglia Di Firenze - Un Bacio Ancor (CGD)
- 1953: I Love Mister Giacomo Puccini - La Ballerina Classica (CGD)
- 1953: Come Giuda - Hope (CGD)
- 1953: Virtuosismo - Mazurca di Migliavacca (CGD)
- 1954: Sentimental Rhapsody - Peg Nel Mio Cuore(CGD)
- 1954: Dancing in The Dark - Un Clarineto in Orchestra (CGD)
- 1954: Passeggiando per Brooklyn - Beguine the Beguine (CGD)
- 1954: Daghe col Mambo - Isso é o Brasil(CGD)
- 1954: Impressioni Argentine - Canarie(CGD)
- 1954: Cumparsita - Caminito(CGD)
- 1954: A little More Of Your Amor - I Had To kiss You (CGD)
- 1955: Moonlight Serenade - Serenade in Blue(CGD)
- 1955: Tango Concerto - Canaro en Paris (CGD)
- 1955: Ultimo Tango - La Campanella (CGD)
- 1955: Gelosia - Mi Dolor (CGD)
- 1955: Segreto Amore - Ruby (CGD)
- 1956: Per Vivere Bisogna Amar - Tramonti Lontani (CGD)